# Lubna Khalid Al Qasimi
Lubna Khalid Al Qasimi, née le 4 février 1962 à Dubaï (Émirats arabes unis), est une femme d'affaires et femme politique émiratie. Ministre de l'Économie et du Plan puis ministre du Commerce extérieur, elle est depuis 2016 ministre de la Tolérance. Elle est la première femme à occuper un poste ministériel dans son pays.

## Biographie

### Origines et formation
Elle est membre de la famille régnante de Charjah et la nièce de Sultan bin Mohammed al-Qasimi. Elle est diplômée de l'université d'État de Californie et a obtenu un MBA à l'université américaine de Charjah. Elle possède également un doctorat honorifique en sciences de la California State University. En mars 2014, elle a été nommée présidente de l'université Zayed.

### Carrière professionnelle
Sheikha Lubna al Qasimi est revenu aux Émirats arabes unis pour travailler en tant que programmeur dans la société de logiciels Datamation en 1981. Elle a ensuite travaillé comme directrice de la succursale de Dubaï pour the General Information Authority, l'organisation responsable de l'automatisation du gouvernement fédéral des Émirats arabes unis. Après cette mission, elle prend le poste de directrice principal du département des systèmes d'information à la Dubaï Ports Authority (DPA), le plus grand port du Moyen-Orient. Elle occupe cette fonction pendant sept ans.
Le travail de Lubna Khalid al Qasimi à la DPA a été récompensé par le cheikh Mohammed ben Rachid Al Maktoum, émir de Dubaï et président de Dubaï Ports and Customs (Ports et des douanes de Dubaï). En effet, en 1999, il lui attribue le « prix de l'employé du gouvernement le plus exemplaire » (Distinguished Government Employee Award). De plus, il l'a nommée par la suite directrice exécutive de Tejari, le premier marché business-to-business du Moyen-Orient.
Elle a créé une organisation gouvernementale à Dubaï en juin 2000 afin de promouvoir le commerce électronique. Sous sa direction, Tejari a remporté les prix du Sommet mondial pour de société de l'information dans la catégorie « meilleur fournisseur de e-contenu dans l'e-business » et le titre de « Super Brand 2003 » au conseil de Super Brands des UAE.

### Carrière politique
En 2000, elle est nommée ministre de l'Économie et du Plan ce qui fera d'elle la première femme ministre aux Émirats arabes unis. Puis on lui confiera le poste de ministre du Commerce extérieur en novembre 2004. Portefeuille qu'elle occupera jusqu'en février 2016.
En février 2016, dans le cadre d'un autre remaniement ministériel, le Premier ministre des Émirats arabes unis, Mohammed bin Rashid Al Maktoum, annonce qu'elle est nommée au poste de ministre au sein du nouveau ministère de la Tolérance.

## Influence
En 2015, Lubna Khalid Al Qasimi est 1re dans le classement des femmes arabes membres de gouvernement les plus puissantes, selon le magazine Forbes (édition du Moyen-Orient).
En 2016, elle est classée 43e femme la plus puissante du monde par le magazine Forbes.

## Récompenses et distinctions
- Dubai Quality Group - pour son travail sur le leadership, la qualité, et le changement, 2000.
- ITP prix de la meilleure réalisation personnelle 2000.
- Datamatix IT Femme de l'Année 2001.
- Business.com : prix de la contribution personnelle, 2001.
- Datamatix contribution exceptionnelle 2002.
- Commonwealth du Kentucky titre honoraire - Kentucky Colonel 2003.
- World Summit Award pour Tejari.com 2003.

### Sources
- (en) Cet article est partiellement ou en totalité issu de l’article de Wikipédia en anglais intitulé « Lubna Khalid Al Qasimi » (voir la liste des auteurs).